# Norman Steenrod
Norman Earl Steenrod (* 22. April 1910 in Dayton in Ohio; † 14. Oktober 1971 in Princeton (New Jersey)) war ein US-amerikanischer Mathematiker, der einer der Begründer der modernen algebraischen Topologie war.

## Leben
Steenrods Eltern waren Lehrer, sein Vater Lehrer für technisches Zeichnen (und nebenbei Hobby-Astronom), seine Mutter Musiklehrerin. Da er ein exzellenter Schüler war, machte er bereits mit 15 Jahren seinen High-School-Abschluss und arbeitete dann zwei Jahre als Industrie-Designer, dem Beruf seines älteren Bruders, wobei er sich das Geld für sein Studium verdiente.
1927 ging er an die Miami University in Oxford in Ohio und danach an die University of Michigan in Ann Arbor, wo er Physik, Philosophie und Wirtschaft studierte und nebenbei einen Kurs über Topologie bei Raymond Wilder besuchte. Nach dem Abschluss 1932 lebte er zunächst bei seinen Eltern in Dayton und schrieb eine Arbeit in Topologie, die ihm Stipendienangebote von der Harvard University und Princeton University einbrachte (daneben verdiente er wieder Geld als Designer bei Chevrolet). 1934 machte er zunächst an der Harvard University seinen Master-Abschluss und ging dann zu den Topologen Wilder und Solomon Lefschetz an die Princeton University, wo er 1936 promovierte (Universal homology groups) und danach als Assistent („Instructor“) arbeitete.
1939 ging er an die University of Chicago und 1942 wieder an die University of Michigan, bevor er 1947 Professor in Princeton wurde, wo er bis zu seiner Emeritierung blieb.
Zu seinen Doktoranden zählen Peter Freyd, Paul A. Schweitzer, Franklin Paul Peterson, Edwin Spanier und William S. Massey (Spanier und Massey veröffentlichten bekannte Lehrbücher der algebraischen Topologie).
1938 heiratete er Carolyn Witter, mit der er einen Sohn und eine Tochter hatte.

## Werk
In einer grundlegenden Arbeit führte er 1942 seine „Steenrod Kohomologie-Operationen“ („Steenrod squares“) auf Kohomologiegruppen ein, als Verallgemeinerung von deren Verhalten unter dem Cup-Produkt (das schon Lefschetz behandelte), und untersuchte deren Algebra („Steenrod-Algebra“) bei Komposition. Mit einer Weiterentwicklung dieser Kohomologieoperatoren durch José Ádem konnte John Frank Adams später das Problem des Abzählens von Vektorfeldern auf Sphären lösen (Ergebnisse dazu veröffentlichte Steenrod auch mit Whitehead in den Proceedings of the National Academy von 1951). Steenrods Vorlesungen darüber wurden viel später 1962 als „Cohomology Operations“ veröffentlicht (herausgegeben von David Epstein). Mit Samuel Eilenberg schrieb er 1952 das Lehrbuch „Algebraic Topology“, in dem u. a. die Homologietheorie mit den „Eilenberg-Steenrod-Axiomen“ axiomatisch begründet wird und so die vielen verschiedenen bis Ende der 1940er Jahre entwickelten Homologietheorien von Vietoris, Čech u. a. vereinheitlicht wurden. Steenrod war auch ein Pionier in der Untersuchung von Faserbündeln („Fibre bundles“), über die er eines der ersten Lehrbücher schrieb („Topology of Fibre bundles“, Princeton 1951).
Mit Sumner Byron Myers bewies er 1939 den Satz von Steenrod-Myers.
Steenrod schrieb auch mehrbändige „Reviews of papers in algebraic and differential topology, topological groups and homological algebra“ (1968), „First concepts in Topology“ (1966, mit W. Chinn), „Advanced Calculus“ (van Nostrand 1959, mit Donald C. Spencer, Nickerson), „How to write mathematics“ (American Mathematical Society 1981).
Steenrod war seit 1956 Mitglied der National Academy of Sciences der USA. Er hielt 1957 die Colloquium Lectures der American Mathematical Society („Cohomology Operations“) und 1958 einen Plenarvortrag auf dem Internationalen Mathematikerkongress in Edinburgh („Cohomology operations and symmetry products“). 1958 hielt er einen Plenarvortrag auf dem Internationalen Mathematikerkongress in Edinburgh (Cohomology operations and symmetric products).

## Schriften
- The Topology of Fibre Bundles (= Princeton Mathematical Series. 14, ISSN 0079-5194). Princeton University Press, Princeton NJ 1951.
- mit Samuel Eilenberg: Foundations of algebraic topology (= Princeton Mathematical Series. 15, ISSN 0079-5194). Princeton University Press, Princeton NJ 1952.
- Cohomology operations derived from the symmetryc group. In: Commentarii Mathematici Helvetici. Band 31, 1956/1957, S. 195–218.
- Cohomology Operations. Lectures (= Annals of Mathematics Studies. 50, ISSN 0066-2313). Written and revised by D. B. A. Epstein. Princeton University Press, Princeton NJ 1962.